# Karl Kennedy
Karl Raymond Marx Kennedy es un personaje ficticio de la serie de televisión australiana Neighbours, interpretado por el actor Alan Fletcher desde el 20 de septiembre de 1994, hasta ahora. Alan es uno de los personajes masculinos con más tiempo en el programa. También es uno de los personajes más queridos por el público.

## Antecedentes
Karl conoció a su esposa Susan Smith mientras estaban en la universidad y más tarde tuvieron tres hijos Malcolm, Billy and Libby. Cuando Karl se convirtió en sospechoso de causarle la muerte a uno de sus pacientes la familia decidió mudarse a Erinsborough para tener un nuevo comienzo.
Era muy estricto con sus hijos hasta que descubrió que al hombre que él creía que era su padre biológico no lo era y decidió cambiar su actitud. A lo largo de los años Karl y Susan han cuidado de Toadfish Rebecchi, Joel Samuels y Taj Coppin.
Karl Kennedy y su esposa Susan consideran a Toadie como a un hijo y él los considera su familia, sin embargo esto termina cuando descubren que el bebé de Steph es de Dan el ahora exesposo de Libby y que Toadie lo sabía desde el principio. Por lo que la familia le hace saber que ya no es bienvenido en su familia.